# Suite d'Homère
La Suite d'Homère (en grec ancien Τὰ μετὰ τὸν Ὅμηρον / Tà metà tòn Homêron ou Τὰ μεθ᾽ Ὅμηρον / Tà meth' Homêron) ou les Posthomériques (en latin Posthomerica) est un poème en 14 chants de Quintus de Smyrne, contant la fin de la guerre de Troie.

## Conception de l'œuvre
Le titre de l'œuvre est connu grâce à une scholie de l’Iliade. Il s'agit de reprendre l'épopée homérique là où l'aède l'a laissée, après la mort d'Hector, et de poursuivre le récit jusqu'au sac de la ville. Ainsi, l'œuvre ne commence pas par le traditionnel prologue, mais entre tout de suite dans le cœur du sujet. Après les derniers vers de l’Iliade, « c'est ainsi qu'ils célèbrent les funérailles d'Hector, dompteur de cavales », la Suite poursuit :

« Depuis qu'Hector pareil aux dieux est tombé sous les coups du Péléide, que le bûcher a dévoré son corps et la terre recouvert ses os, les Troyens se cantonnent dans la ville de Priam : ils craignent la mâle ardeur du fier Éacide... »

Quintus entend pallier non seulement la lacune d'Homère, mais aussi la perte des épopées du cycle troyen qui traitaient du même sujet (l’Éthiopide d'Arctinos de Milet, la Petite Iliade de Leschès de Pyrrha et Le Sac de Troie), connus uniquement par les résumés en prose du pseudo-Apollodore et de Proclos. Nous savons par exemple que l'Éthiopide commençait, de la même manière, directement à la suite de l’Iliade :

« Ainsi s'affairèrent-ils aux funérailles d'Hector, puis l'Amazone vint, la fille du vaillant Arès, tueur d'hommes. »

Le poème est dénué d'originalité[réf. nécessaire] : Quintus réécrit des morceaux déjà existants, puisant dans différentes sources — Cycle, Homère (jeux funéraires d'Achille copiés sur ceux de Patrocle au chant XXIII de l’Iliade), Hésiode et même les poètes latins comme Virgile (l’Énéide) ou Ovide (les Métamorphoses). Suzanne Saïd, professeure émérite de littérature grecque à l'université Paris-X ainsi qu'à l'université Columbia, qualifie même la Suite d'Homère de centon[réf. nécessaire]. Mais le poème comble le hiatus existant entre l’Iliade et l’Odyssée. Plusieurs éditions anciennes l'ont d'ailleurs placé entre les deux épopées traditionnellement attribuées à Homère.

## Structure
- chant I : combat et mort de Penthésilée, reine des Amazones ;
- chant II : combat et mort de Memnon, fils de l'Aurore ;
- chant III : mort et funérailles d'Achille ;
- chant IV : jeux funéraires d'Achille ;
- chant V : dispute autour des armes du héros et suicide d'Ajax ;
- chants VI-IX : combats devant Troie et ambassades pour chercher Néoptolème, fils d'Achille, et Philoctète, porteur des flèches d'Héraclès ;
- chant X : mort de Pâris ;
- chant XI : combats menés par Énée ;
- chants XII-XIV : construction du cheval de Troie, sac de la ville, départ de la flotte grecque et dispersion de cette dernière par la tempête.

## Résumé

### Chant I

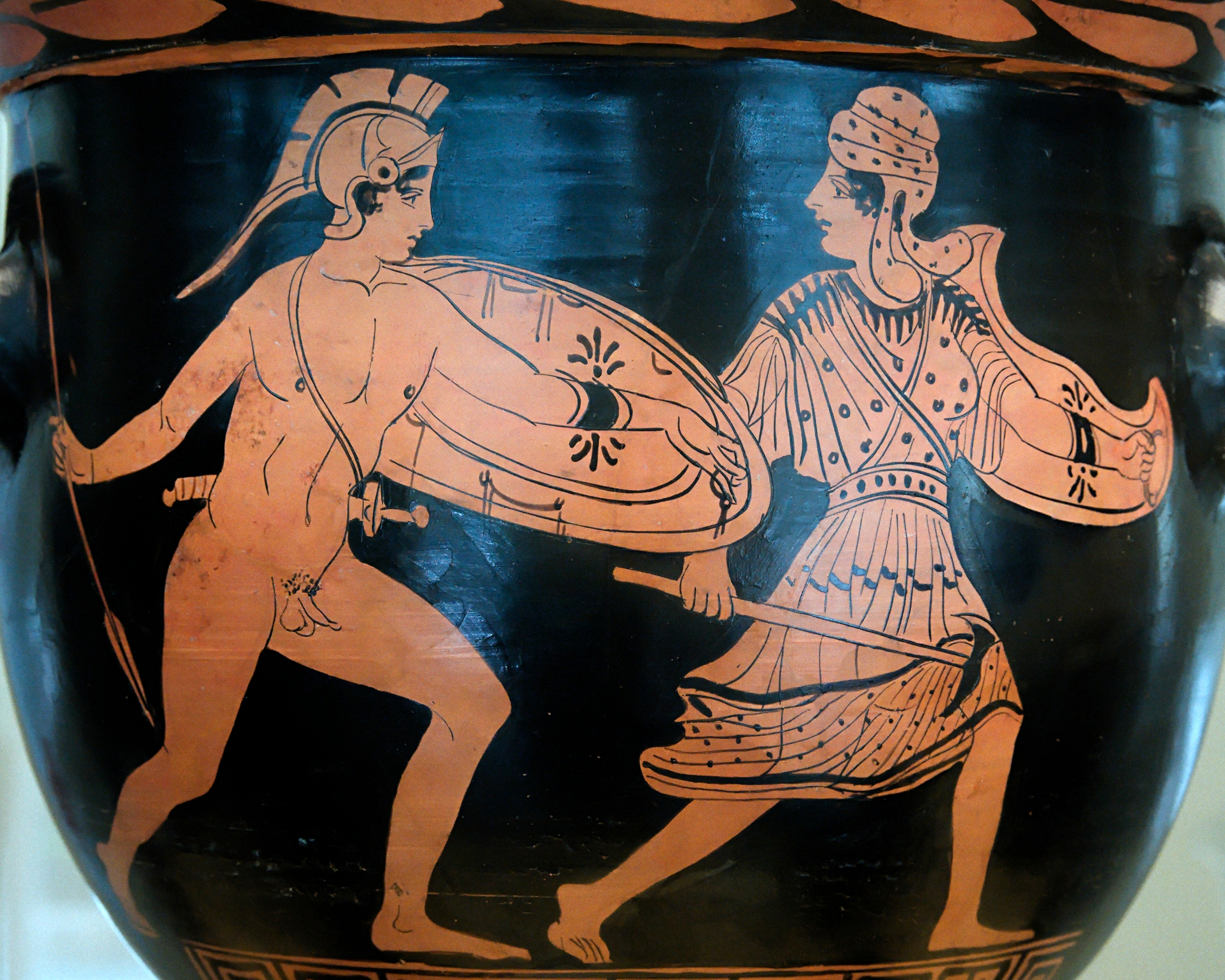
Combat d'Achille et Penthésilée. Cratère en cloche lucanien à figures rouges, fin du Ve siècle av. J.-C.

Après la mort d'Hector tué par Achille, les Troyens voient arriver de nouveaux alliés. Penthésilée, une Amazone fille d'Arès, rejoint la ville avec une troupe d'Amazones et est accueillie par le roi Priam. Penthésilée se vante de pouvoir tuer Achille. Le lendemain, les Troyens partent au combat. Penthésilée fait des ravages parmi l'armée achéenne et tue plusieurs héros, notamment Podarcès, frère de Protésilas. Plusieurs Amazones sont tuées dans la mêlée. Devant les exploits des Amazones, Tisiphone, fille d'Antimaque, s'enthousiasme et exhorte les Troyennes à prendre les armes pour se joindre au combat. Mais Théanô les en dissuade en rappelant que les Amazones ont été entraînées au combat dès le plus jeune âge, ce qui n'est pas le cas des Troyennes, et que Troie n'est pas encore menacée au point que les femmes prennent les armes. Pendant ce temps, Achille et Ajax fils de Télamon sont encore dans le campement achéen, sur la plage, occupés à rendre hommage à leurs compagnons morts. Lorsque les Troyens approchent du campement, les cris du combat avertissent les deux héros, qui s'équipent et rejoignent la mêlée. Achille affronte Penthésilée et la tue, ainsi que les autres Amazones. Lorsqu'il dépouille Penthésilée de son casque, il découvre sa beauté et en est stupéfait. Thersite, soldat connu pour sa méchanceté et sa vulgarité, l'apostrophe alors en lui reprochant son émotion face à une ennemie qui vient de causer tant de morts. Outré, Achille tue Thersite. L'armée en est soulagée ; Diomède est le seul héros à en concevoir de la rancune. Les Troyens obtiennent la restitution du corps de Penthésilée, qui reçoit des funérailles, de même que les Amazones, qui ont toutes été tuées au combat. Les Achéens font de même avec leurs morts, en particulier Podarcès.

### Chant II

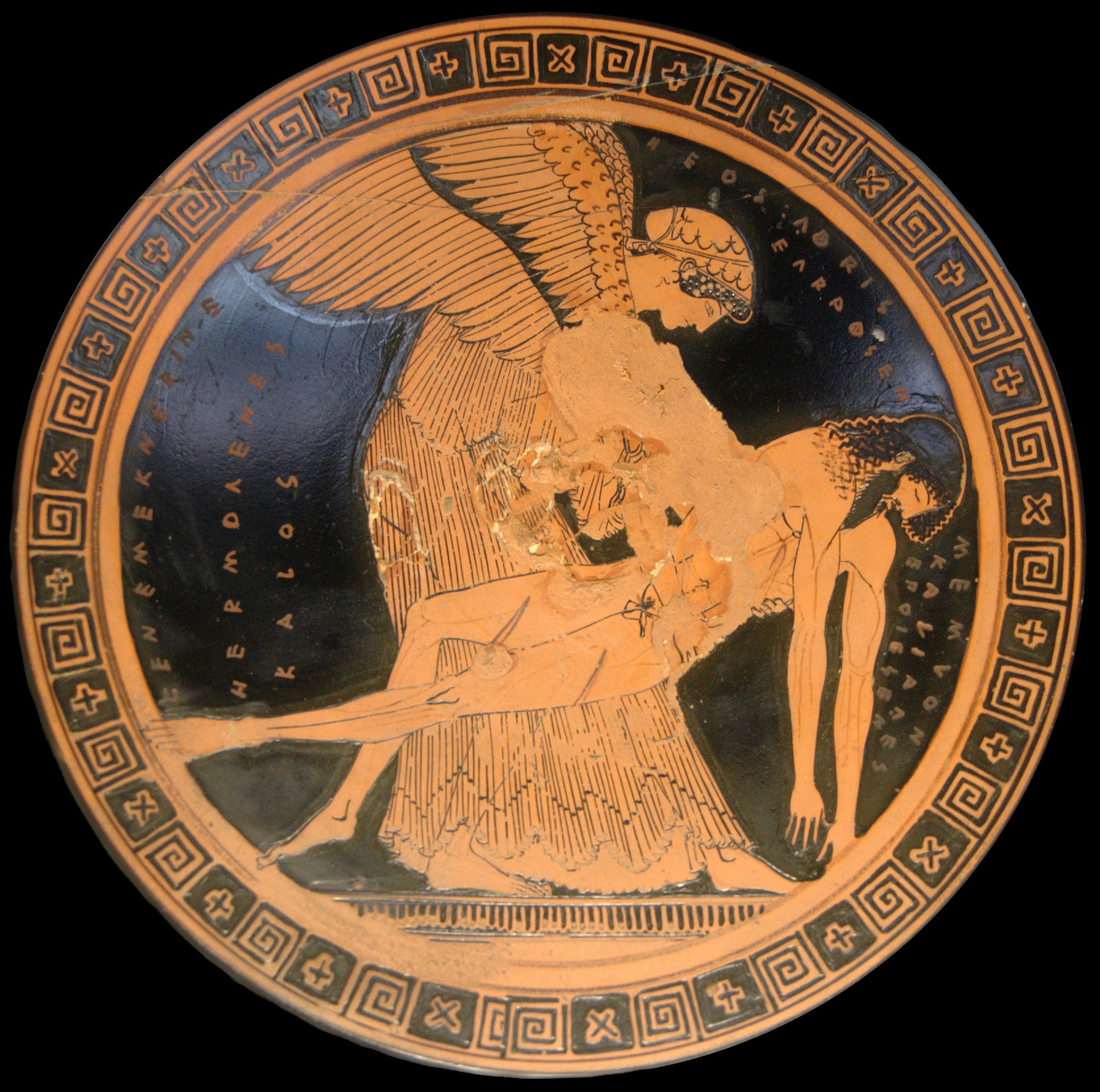
L'Aurore emportant le corps de son fils Memnon, médaillon d'un kylix de Douris (peintre) et de Kalliadès (potier), v. 490-480 av. J.-C., musée du Louvre (G 115)

Le lendemain, au palais de Priam, le vieux Thymoètès exprime son désespoir après la mort de Penthésilée. Priam révèle alors qu'il a appelé en renfort Memnon, fils de l'Aurore et roi des Éthiopiens, qui devrait arriver bientôt. Polydamas fait remarquer qu'il vaudrait mieux rendre Hélène aux Achéens et mettre fin à la guerre. Il se heurte à l'animosité de Pâris qui l'accuse de lâcheté, mais Polydamas lui rétorque en rappelant tous les malheurs que Pâris a attirés sur Troie. Peu de temps après, Memnon arrive à Troie, entouré d'une troupe nombreuse. Il est accueilli lors d'un banquet où il fait preuve de sobriété et de modestie, considérant que ses actes au combat le lendemain parleront pour lui. Le soir venu, Zeus, sur l'Olympe, prévient les autres dieux que les futures batailles verront la mort de plusieurs héros et que nulle divinité ne devra tenter de les empêcher, ni venir le supplier en vain, car les Destins doivent s'accomplir, si éprouvants soient-ils même pour les dieux.
Le lendemain, les Troyens, galvanisés par la présence de leurs nouveaux alliés, repartent au combat. Memnon et les Éthiopiens se distinguent par leurs prouesses. Memnon tue de nombreux héros, en particulier Antiloque, fils de Nestor. Ce dernier, trop vieux pour être de taille à affronter Memnon, doit se résigner à reculer sans venger lui-même son fils. Il appelle en renfort un autre de ses fils, Thrasymédès, mais ce dernier doit reculer à son tour. Tandis que Memnon sème la mort parmi les rangs des Achéens, Nestor s'empresse d'aller trouver Achille en le pressant de reprendre le corps de son fils aux Troyens. Achille et Memnon se rejoignent. Dans le premier engagement, Achille blesse Memnon à l'épaule droite et Memnon parvient à blesser Achille au bras. Ils se défient en vantant les mérites de leurs mères respectives, puis ils s'affrontent longuement tandis que les dieux retiennent leur souffle et encouragent le héros de leur camp favori. Les Kères (les Destins) penchent peu à peu en faveur d'Achille, qui parvient finalement à donner un coup d'épée fatal à Memnon. Les Troyens refluent en désordre, poursuivis par Achille. Le chagrin de l'Aurore devant la mort de son fils assombrit la terre et une brume voile les étoiles. Elle vient emporter la dépouille de son fils, entourée de douze nymphes qui l'emportent dans les airs. Les guerriers éthiopiens poursuivent en gémissant le corps de leur roi et sont métamorphosés en oiseaux. Le soir tombe et les deux camps honorent leurs morts, en particulier Antiloque parmi les Achéens. L'Aurore, dans son chagrin, envisage de refuser d'accomplir sa tâche, mais le tonnerre de Zeus l'effraie.

### Chant III
Le lendemain, les Achéens attaquent Troie, menés par Achille, qui fait refluer les Troyens jusqu'aux Portes Scées. Le héros est sur le point d'enfoncer les portes et de prendre enfin la ville, quand le dieu Apollon apparaît devant lui et le somme de reculer. Achille s'y refuse et menace de blesser le dieu. Courroucé, Apollon se rend invisible, puis décoche une flèche fatale dans le talon d'Achille. De retour sur l'Olympe, Apollon subit sans répliquer les réprimandes d'Héra pour être intervenu dans la bataille et avoir tué le fils de Thétis. Pendant ce temps, Achille, agonisant, trouve encore la force de tuer d'autres Troyens avant de s'effondrer. Pâris exhorte les Troyens à s'emparer du corps d'Achille, mais Ajax le défend avec vaillance et ils finissent par renoncer. Ulysse est blessé à la cuisse en défendant également le corps d'Achille et doit se retirer du combat pour se faire soigner.
La bataille s'achève par un repli des Troyens. Les deux camps enterrent leurs morts. Le cadavre d'Achille est rapporté au campement des Achéens, qui laissent éclater leur tristesse devant la perte de leur meilleur guerrier. La nymphe Thétis, prévenue par les créatures de la mer, arrive entourée de ses nymphes marines et bientôt suivie des Muses. Dans sa tristesse, elle est sur le point d'aller trouver Zeus sur l'Olympe. La Muse Calliope l'en dissuade, de peur d'exciter le courroux du dieu, qui a lui-même perdu plusieurs fils dans la guerre de Troie. Elle promet à Thétis que les aèdes chanteront les exploits d'Achille jusqu'à la fin des temps. Tandis que les Achéens poursuivent leur deuil, et même les prisonnières qu'Achille avait toujours bien traitées, notamment Briséis, on lave et on apprête le corps d'Achille, on dresse un bûcher funéraire.